# Pave Tack

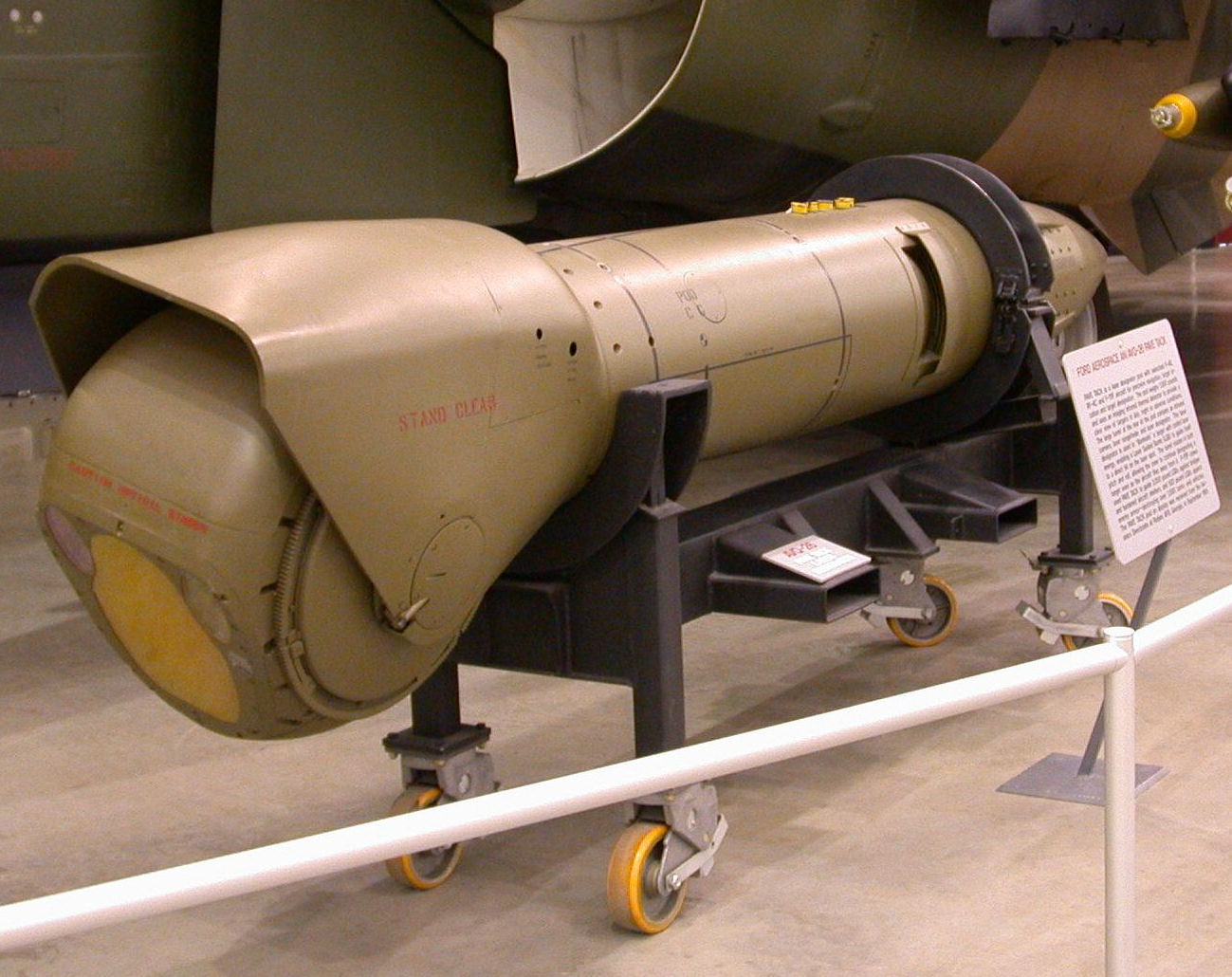
Pave Tack

Pave Tack (AN/AVQ-26) – amerykański zasobnik celowniczy przeznaczony do laserowego naprowadzania bomb lotniczych serii Paveway lub innych naprowadzanych w ten sam sposób pocisków, opracowany przez firmę Ford Aerospace.

## Historia
Wraz z pojawieniem się bomb lotniczych naprowadzanych na cel wiązką laserową należało opracować system pozwalający precyzyjnie kierować pociski na cel. Pierwszym systemem naprowadzającym, opracowanym dla amerykańskich sił powietrznych, był Pave Knife (AN/AVQ-10). Głowica naprowadzająca bomby wykrywała promienie lasera wysyłane z zasobnika i odbite od celu, a systemy kierowania bombą przy pomocy powierzchni sterowych naprowadzały ją w kierunku celu. Bardziej zaawansowanym technicznie był opracowany w latach 70. XX wieku system Pave Tack (AN/AVQ-26).

## Konstrukcja
Pave Tack przeznaczony był dla samolotów McDonnell Douglas F-4 Phantom II oraz General Dynamics F-111F. W skład systemu wchodził laserowy wskaźnik celów, kamera FLIR (Forward Looking Infra Red - obserwacja przedniej półsfery w podczerwieni) oraz rejestrator wideo dla oceny skutków ataku. Wadą zasobnika były jego duże wymiary (długość 4,22 m), znaczna masa (629 kg) oraz skomplikowana obsługa i niewystarczająca niezawodność.

## Służba
Pave Tack został użyty bojowo podczas operacji Eldorado Canyon z 14 na 15 kwietnia 1986 roku, kiedy to samoloty F-111 miały za zadanie zakłócić pracę instalacji radarowych podczas nocnego ataku na cele w Libii oraz podczas pierwszej wojny w Zatoce Perskiej, kiedy to F-111 wyposażone w AN/AVQ-26 dziesiątkowały irackie czołgi.